# أراليا جبلية
أراليا جبلية (الاسم العلمي:Aralia montana) هي نوع من النباتات تتبع جنس الأراليا من الفصيلة الأرالية.